# 25 Minutes to Go
25 Minutes to Go est une chanson écrite par Shel Silverstein et sortie en 1962.

## Autres interprétations
- Brothers Four en 1963 sur de l'album Cross Country Concert.
- Johnny Cash en 1965 sur l'album Sings the Ballads of the True West et en 1968 lors du fameux album live  At Folsom Prison.
- Will Tura en 1968 sur l'album 20 minuten geduld.
- Diamanda Galás en 1998 sur l'album Malediction and Prayer.
- The Tiger Lillies en 2001 sur l'album 2 Penny Opera.
- Pearl Jam en 2004 sur l'album Live at Benaroya Hall.